# Comuna Õru
Õru este o comună (vald) din Județul Valga, Estonia.
1. ↑  Maakatastri statistika (în estonă), Consiliul Funciar Eston[*], accesat în 23 martie 2020